# جون قاي (لاعب كريكت)
جون قاي (29 أغسطس 1934 في نيوزيلندا - ) (بالإنجليزية: John Guy)‏ هو لاعب كريكت نيوزلندي. شارك مع منتخب نيوزيلندا الوطني للكريكت.

## وصلات خارجية
- جون قاي على موقع إي آس بي آن كريك إنفو (الإنجليزية)